# 名護浦荘
名護浦荘（なごうらそう）は、沖縄県名護市部瀬名岬に位置していた国民宿舎
。
沖縄海岸国定公園の中心地にあり県唯一の国民宿舎だった
。
1975年（昭和50年）4月に開館し夏休みシーズンの家族や学生客で賑わっていたが、周辺に類似施設が増えたことや共同のバス・トイレなどの造りが利用者ニーズに合わず、利用客が低迷したことから1999年（平成11年）3月31日に営業を終えた
。
オープンから1997年度まで約37万人が利用した
。
跡地は沖縄県名護市部瀬名岬地域の総合リゾート開発計画である「部瀬名岬地区海浜リゾート開発計画」としてザ・ブセナテラスが新ホテルを建設した。

## 設備
- 3階建（6畳6室、8畳18室、16畳3室、広間1室）
- 大浴場男女各1、家族風呂1
- テレビ、囲碁、将棋、麻雀、卓球

## 歴史
1972年（昭和47年）10月20日
沖縄県が環境庁長官に対して、沖縄国際海洋博覧会開催（1975年）にあたり民間のホテルや旅館等の設備と合わせて公共的な宿泊施設の整備の必要性をもとに、当時沖縄県には無かった国民宿舎や国民休暇村の新設を要請した。

## 条例
平成10年12月14日
第7回沖縄県議会（定例）第1号
乙第5号議案「沖縄県立国民宿舎の設置及び管理に関する条例を廃止する条例」は、沖縄県立国民宿舎名護浦荘を平成11年4月1日より廃止するためのものであります。
平成10年12月17日
第7回沖縄県議会（定例）第4号
乙第5号議案「沖縄県立国民宿舎の設置及び管理に関する条例を廃止する条例」は経済労働委員会（所管の常任委員会）に議案付託
平成10年12月22日
第7回沖縄県議会（定例）第5号
「本条例案は、地方自治法第244条の2の規程により条例で設置された沖縄県立国民宿舎名護浦荘を廃止するための廃止条例案であるとの説明がありました。〜。」
「平成9年9月1日に策定されました沖縄県行政改革実施計画において平成10年度の廃止が決定されたところである。」

## 交通

### 公共交通機関
那覇（沖縄バス・琉球バス）にて沖縄海中公園前名護浦荘。タクシー利用なら那覇から1時間30分

### ドライブ
那覇市から西海岸に沿って走る58号線を北上し、残波岬の東側付け根から先は国民宿舎のあるところまで切れ目なく沖縄海岸国定公園の範囲内。万座毛、万座ビーチ、瀬良垣ビーチと景勝地が続き、伊武部ビーチを過ぎれば部瀬名岬の東側、国道脇に名護浦荘が立っている。那覇から約55 km。